# Philobota baryptera
Philobota baryptera is een vlinder uit de familie van de sikkelmotten (Oecophoridae). De wetenschappelijke naam van de soort werd in 1896 als Eulechria baryptera gepubliceerd door Alfred Jefferis Turner.